# Лесные (Тверская область)
Лесные — деревня в Сонковском районе Тверской области. Входит в состав Петровского сельского поселения.

## География
Находится в восточной части Тверской области на расстоянии менее 2 км по прямой на северо-восток от районного центра поселка Сонково.

## История
Деревня была отмечена еще на карте 1825 года. В 1859 году здесь (деревня Кашинского уезда Тверской губернии) было учтено 10 дворов.

## Население
Численность населения: 81 человек (1859 год), 32 (русские 97 %) в 2002 году, 26 в 2010.